# Philippe II de Hanau-Lichtenberg
Pour les articles homonymes, voir Hanau (homonymie).
Philippe II de Hanau-Lichtenberg est né à Hanau le 31 mai 1462. Il meurt le 22 août 1504 et est enterré à Babenhausen. Il succède à son père Philippe Ier mort le 10 mai 1480. Il devient ainsi le deuxième comte de Hanau, sire de Lichtenberg, et gouvernera son territoire durant 24 années. Il épouse le 9 septembre 1480, Anne fille du comte Ludwig d'Issenburg. En 1491, il accomplit un pèlerinage à Jérusalem.

## Enfance
Philippe II est né le 31 mai 1462 entre 21 et 22 heures en tant que deuxième fils du comte Philippe Ier l'Ancien de Hanau-Babenhausen et de son épouse Anne de Lichtenberg. Il fut baptisé trois jours plus tard en l'église Sainte-Marie de Hanau.

## Famille

### Mariage
Il épouse le 9 septembre 1480, Anne d'Isembourg (de) († 1522), pour ce faire une dispense papale a été nécessaire étant donné leur parenté au quatrième degré. De cette union sont issus : 
1. Philippe III de Hanau-Lichtenberg (* 18 octobre 1482; † 15 mai 1538).
2. Anne (* 1485; † 11 octobre 1559), nonne à l'abbaye de Marienborn (de).
3. Margareth (* 1486; † 6. août 1560 à Babenhausen), nonne au cloître de Marienborn à cause d'un faux-pas (grossesse)[2] et recluse au château de Babenhausen jusqu'à son décès[3]. Elle fut inhumée en l'église Saint-Nicolas de Babenhausen.
4. Louis (de) (* 5 octobre 1487 à Bouxwiller; † 3 décembre 1553 à Willstätt), religieux, célibataire.
5. Marie (de) (* ca. 1487[4]; † vers 1526), abbesse de l'abbaye de Klarenthal entre 1512 et 1525.
6. Amalie[5] (* 7 juin 1490 in Bouxwiller; † 11 mars 1552 à Pfaffenhoffen), religieuse, enterrée en l'église Saint-Adelphe de Neuwiller.
7. Reinhard (de) (* 19 février 1494 à Klingenberg; † 12 octobre 1537), chanoine au chapitre de Strasbourg, inhumé à Neuweiler.

### Enfants illégitimes
Deux enfants illégitimes lui sont attribués. Sa paternité ne peut pas être certifiée mais tout autre père semble devoir être écarté.
1. Hans de Hanau (né entre 1480 et 1484)
2. Cornélius de Hanau (de) (né entre 1480 et 1484; † 1549)

## Pèlerinage à Jérusalem
En 1491, Philippe II entreprend un pèlerinage en Terre sainte. Il célèbre Pâques à Venise. À Jérusalem il est fait chevalier du Saint Sépulcre. Au début de l'hiver il est de retour chez lui. Le récit de voyage de Dietrich von Schachten (de) au sujet de ce pèlerinage cite plusieurs fois le comte Philippe II.

## Décès
En raison de ses mauvaises expériences avec son frère Ludwig, il fait savoir à ses fils qu'après sa mort le comté de Hanau-Lichtenberg ne devra pas être partagé. Mais cette recommandation ne sera pas vraiment appliquée. 
Le comte Philippe II meurt le 22 août 1504 entre 4 et 5 Heures à Babenhausen. Il est inhumé en l'église paroissiale Saint-Nicolas de Babenhausen. Sa pierre tombale est située à droite de l'autel dans le chœur.